# 3 Inches of Blood
„3 Inches of Blood“ е канадска хевиметъл група, сформирана през 1999 г. във Ванкувър, Британска Колумбия.
Тя е със състав от Кам Пайпс, Джъстин Хагбърг, Шейн Кларк, Аш Пиърсън и Байрон Страуд. „3 Inches of Blood“ са част от звукозаписната компания Century Media Records и се влияят силно от NWOBHM.
През юни 2015 г. е обявено официално, че групата прекратява дейността си след ноемврийското шоу във Ванкувър.

## Биография

### Началото иBattlecry Under a Wintersunпериодът
В началото групата свири само с Джейми Хуупър като вокалист, преди включването на Кам Пайпс в групата. Хуупър, Съни Дак и Боби Фрос се събират заедно за да направят еднократно събирана на тяхна стара група, но нещата се получили толкова добре, че решават да продължат под нов псевдоним. Пайпс чува тяхното демо в къщата на клавириста Стив Бейс от групата Hot Hot Heat, който е дългогодишен приятел и бивш колега на Пайпс. Кам Пайпс, който от 10-годишна възраст пее в хора на училището си, първоначално е бил помолен да добави вокали към някои от вече записаните демота на групата Sect of the White Worm. След като групата харесва работата му той се превръща в постоянен член на групата. Техният дебютен албум Battlecry Under a Wintersun е записан през 2002 г. По-късно албумът е презаписан и преиздаден от групата от техния лейбъл, кръстен Миниън Мюзик. Преиздаването на албума преминава почти незабелязано, докато лейбълът, представляващ групата в Обединеното Кралство не решава да ги запише като подгряваща група към рок групата The Darkness. Представянето им привлича вниманието на критиката и признанието на ъндърграунд метъла и след това подписват договор с голямата звукозаписна компания Roadrunner Records през 2004 г.

### Advance and Vanquish
През 2004 г. първоначалният барабанист Джеф Трауик и басистът Рич Трауик (брат на Джеф) напускат групата. Мат Ууд, от ванкуварската дуум/слъдж/нойс метъл група Goatsblood, и Брайън Редмъж ги заменят. Първоначалните китаристи Съни Дак и Боб Фрос също напускат групата малко след записите около юли 2004 г., защото „не могат да пътуват за турнетата и имат лични проблеми за решаване“. Също така те са били отдадени на бизнес, който са установили, наречен Bloodstone Press – обединен магазин и парти център.
Този бизнес е нефункциониращ и заедно с Майк Пайет, който е бил третият от общо четиримата собственици на Bloodstone Press, и Мат Удд, който е също бивш член на 3 Inches Of Blood от юли 2005 г. и заместен от Алексей Родригез,) създават рок групата Pride Tiger.
За този албум групата свири по-китарно ориентирани песни със звучене наподобяващо звученето от 70-те години на XX век. Ууд казва, че „метълът просто се е превръща в нещо, което се повтаря отново и отново“. Той още казва, че той не е фен на метъла, както и това, че никой от групата не е. Мат смята, че никой от групата не може да се впише в тази категория. Съни и Боби са заместени респективно от Джъстин Хагбърг, който преди това е бил заедно с Кам Пайпс в блек метъл групата Allfather, и Шейн Кларк. Roadrunner пуска рекламна кампания, заедно с парчето „Deadly Sinners“ от втория студиен албум на групата Advance and Vanquish, което се появява в много компилации и дори три видео игри (Tony Hawk’s Underground 2, Saints Row 2 и Brütal Legend), създавайки невероятна реклама на групата и бърз скок на популярността им, което им донася място в турнето Road Rage през август 2005 г. (заедно с групи като Машин Хед и Chimaira). Турнето им донася много нови почитатели.
Също така през 2005 г. Джъстин Хагбърг записва китарите на песните „Dawn of a Golden Age“ и „I Don't Wanna Be (A Superhero)“ за all-star компилацията на Roadrunner Records. През октомври 2006 г. групата е избрана за подгряващата позиция за представление от турнето на Айрън Мейдън в САЩ. Концертът е част от турнето „A Matter of Life and Death“ и е бил на амфитеатъра Verizon Wireless в Ървин, Калифорния.

## Членове
Настоящи
- Кам Пайпс – вокали, понякога басист
- Джъстин Хагбърг – китара, викащи вокали
- Шейн Кларк – китара
- Аш Пиърсън – барабани
- Байрон Страуд – басист

Бивши Членове
- Аарън „Бун“ Густафсон – басист (само на живо)
- Стив Ериксън – басист (само на живо)
- Ник Кейтс – басист
- Джейми Хуупър – викащи вокали
- Алексей Родригез – барабани
- Брайън Редмън – басист; Брайън Редмън е убит в катастрофа със скутер на 27 септември 2009 г. на 31-годишна възраст[11]
- Мат Ууд – барабани
- Джеф Трауик – барабани
- Рич Трауик – басист
- Боби Фрос – китарист
- Съни Дак – китарист
- Джей Уатс – китарист

## Дискография
Албуми
- Battlecry Under a Wintersun (2002)
- Advance and Vanquish (2004)
- Fire Up the Blades (2007)[12]
- Here Waits Thy Doom (2009)
- Long Live Heavy Metal (2012)[13][14]

EP
- Sect of the White Worm (2001)
- Trial of Champions (2007)
- Anthems For the Victorious (2011)[15]

Сингли
- „Ride Darkhorse, Ride“ (2002)
- „Destroy the Orcs“ (2003)
- „Deadly Sinners“ (2004)
- „The Goatriders Horde“ (2007)
- „Trial of Champions“ (2007)
- „Battles and Brotherhood“ (2009)
- „Silent Killer“ (2010)